# New Medium Enterprises (NME)
New Medium Enterprises (NME) é uma empresa britânica de ações públicas americanas (OTC: BB – Símbolo de Operação: NMEN), fundada em 1999, com sede em Londres e representações em  9 países (inclusive no Brasil).
A empresea desenvolveu o Versatile Multilayer Disc (VMD), um disco de armazenamento de dados de multiplas camadas o que poderá permitir um considerável aumento em sua capacídade, a ser lançado no final de 2007 ou em 2008. Por cima é responsável pelo desenvolvimento de protótipos e produtos relacionados com o Versatile Multilayer Disc.